# Óblast de Nijni Nóvgorod
L'óblast de Nijni Nóvgorod (en rus Нижегоро́дская о́бласть, transcrit Nijegoródskaia óblast) és un subjecte federal de Rússia.